# بخش کاسکید، شهرستان اولمستد، مینه سوتا
بخش کاسکید (به انگلیسی: Cascade Township) یک منطقهٔ مسکونی در ایالات متحده آمریکا است که در شهرستان اولمستد، مینه‌سوتا واقع شده‌است.
 بخش کاسکید ۴۵٫۲ کیلومتر مربع مساحت و ۳٬۱۸۳ نفر جمعیت دارد و ۳۱۶ متر بالاتر از سطح دریا واقع شده‌است.